# جون هاتش
جون هاتش (بالإنجليزية: John Hatch)‏ هو اقتصادي أمريكي، ولد في 7 نوفمبر 1940 في بولمان في الولايات المتحدة.

## وصلات خارجية
- جون هاتش على موقع الموسوعة البريطانية (الإنجليزية)